# Heiterwand
De Heiterwand is een 7,5 kilometer lange bergwand in de Lechtaler Alpen in de Oostenrijkse deelstaat Tirol. Het is daarmee de langste rotswand van de Noordelijke Kalkalpen. De bergwand bestaat grotendeels uit Wettersteinkalksteen.
De wand kent een westoostelijk verloop. In het westen verbindt de Steinjöchl (2198 meter) de Heiterwand met de Falschkogel. In het noorden verbinden de Kromsattel (2120 meter) en de Hinterbergjoch (2210 meter) de bergwand met de noordelijk gelegen buurtoppen Tschachaun en Hinterberg (2303 meter). In het zuiden scheiden de Kratzersattel (2130 meter) de Heiterwand van de Kienberg (2204 meter) en de Grubeggjoch (2010 meter) van de Schafkopf (2490 meter). Op de Grubeggjoch aan de zuidoostelijke zijde van de Heiterwand staat de Heiterwandhütte. In het westen ligt aan de Kromsee, ten noorden van de Steinjöchl en ten westen van de Kromsattel de Anhalter Hütte. De Heiterwand kent talrijke bergtoppen. De belangrijkste daarvan zijn van west naar oost:
- Maldongrat (2544 meter)
- Gabelspitze (2581 meter)
- Alpeilspitzen (2552 meter)
- Tarrentonspitze (2618 meter)
- Hauptgipfel (hoofdtop) (2638 meter)
- Ostgipfel (oostelijke top) (2461 meter)

Het gebied rondom de Heiterwand is goed ontsloten door de nabijgelegen Hahntennjoch en de beide alpenverenigingshutten Anhalter Hütte en Heiterwandhütte. Talrijke tochten voeren naar de verschillende toppen. Ook kan er voor worden gekozen om de gehele wand te overschrijden. Deze tocht duurt ongeveer acht tot zestien uur, waarbij de verenigingshutten gebruikt kunnen worden als tussenstation voor bijvoorbeeld een overnachting.